# Club Balonmano Valladolid
El Club Balonmano Valladolid és un equip d'handbol de la ciutat de Valladolid que actualment disputa la Lliga ASOBAL. L'equip disputa els seus partits com a local al Polideportivo Pisuerga.

## Història
La història del BM Valladolid comença el 1975 amb la creació del ACD Michelín, equip creat per l'empresa Michelin com a premi als seus treballadors al conquistar el campionat provincial d'handbol.
L'any 1991 Michelín deixa el patrocini de l'equip, amb el que l'ACD Michelín es veu obligat a desaparèixer i refundar-se com a BM Arcos Valladolid, nou patrocinador de l'equip. En aquells anys l'equip de Valladolid comptava amb un dels pressupostos més baixos de la Lliga ASOBAL.
Malgrat l'escàs pressupost, l'equip aconseguí arribar a disputar els play-off pel títol de la Lliga ASOBAL i a classificar-se per disputar competicions europees, així, la temporada 98/99 l'equip arriba a la final de la Copa EHF, perdent la final davant del SC Magdeburg alemany.
El primer títol oficial arribaria l'any 2003 amb la consecució de la Copa ASOBAL, disputada precisament a Valladolid. Posteriorment, l'any 2005 i 2006 guanyarien 2 títols consecutius de la Copa del Rei.
La temporada 2008/09 l'equip finalitzà en 3a posició la Lliga, millor classificació històrica de l'entitat i, a més, guanyà el seu primer títol internacional en imposar-se en la Recopa d'Europa d'handbol, competició de la que ja havien perdut les finals de 2004 i 2006.

## Palmarès
- 1 Recopa d'Europa: 2009
- 2 Copa del Rei: 2005 i 2006
- 1 Copa ASOBAL: 2003